# اندیشه عدالت
اندیشهٔ عدالت (به انگلیسی: The Idea of Justice) کتابی از آمارتیا سن است. سن در این کتاب سعی کرده‌است رویکرد متمایزی نسبت به رویکرد مسلط در حوزه عدالت یعنی رویکرد رالز ارائه داشته باشد.

## معرفی و اهمیت کتاب
آمارتیا سن قصد دارد در کتاب اندیشه عدالت به این سؤال پاسخ دهد که عدالت چیست؟ او برای این کار دو جریان متفاوت فکری را معرفی می‌کند که در عصر روشنگری ظهور کردهاند. او این دو جریان را نهادگرایی استعلایی و مقایسه واقعیت-محور نام می‌نهد و سعی می‌کند نشان دهد جریان اول با معضلاتی در دفاع از خود مواجه است و جریان دوم، مسیری است که خود برمی‌گزیند، اما چنان‌که تأکید می‌کند، البته او با نمایندگان جریان دوم موافقتی بنیادی ندارد؛ بلکه او خود را نظریه‌پردازی متمایز و دارای استقلال رای می‌داند. عدالت توصیفگر یک وضعیت آرمانی و یک نقطه نهایی است که ما سعی می‌کنیم خود را هر چه بیشتر به آن نزدیک کنیم.
آمارتیا سن در این کتاب سعی کرده‌است رویکرد متمایزی نسبت به رویکرد مسلط در حوزه عدالت یعنی رویکرد رالز ارائه داشته باشد. آمارتیا سن که به سنت لیبرال- دموکرات غرب تعلق دارد، از جهت دلالت‌های برابری‌طلبانه‌تر، با رویکرد رالز در مورد عدالت همدلی دارد. او در مقدمه کتاب از رالز تمجید کرده و تأثیرات رالز بر اندیشه خود را برشمرده است. البته آمارتیا سن تأکید دارد که تفاوت‌های ریشه‌داری مابین وی و رالز وجود دارد. مهم‌ترین تفاوت این است که آمارتیا سن خود را در سنت قراردادگرایی نمی‌داند و معتقد است پیگیری سنت‌های استعلایی در چارچوب بحث عدالت امری معقول نیست و نباید نهادگرایی استعلایی در دستور کار قرار گیرد.

## به فارسی
این کتاب با ترجمهٔ فارسیِ هرمز همایون‌پور توسّط انتشارات کندوکاو در سال ۱۳۹۲ به چاپ رسیده‌است و با ترجمهٔ احمد عزیزی توسط نشر نی در سال ۱۳۹۴ به چاپ رسیده‌است.